# Labadieville
Labadieville és una població dels Estats Units a l'estat de Louisiana. Segons el cens del 2000 tenia 1.811 habitants.

## Demografia
Segons el cens del 2000, Labadieville tenia 1.811 habitants, 666 habitatges, i 514 famílies. La densitat de població era de 180,2 habitants/km².
Dels 666 habitatges en un 36,9% hi vivien nens de menys de 18 anys, en un 61,7% hi vivien parelles casades, en un 13,1% dones solteres, i en un 22,7% no eren unitats familiars. En el 18,8% dels habitatges hi vivien persones soles el 9% de les quals corresponia a persones de 65 anys o més que vivien soles. El nombre mitjà de persones vivint en cada habitatge era de 2,72 i el nombre mitjà de persones que vivien en cada família era de 3,12.
Per edats la població es repartia de la següent manera: un 26,5% tenia menys de 18 anys, un 10,3% entre 18 i 24, un 29,3% entre 25 i 44, un 22,6% de 45 a 60 i un 11,2% 65 anys o més.
L'edat mediana era de 35 anys. Per cada 100 dones de 18 o més anys hi havia 89,9 homes.
La renda mediana per habitatge era de 35.417 $ i la renda mediana per família de 43.438 $. Els homes tenien una renda mediana de 34.904 $ mentre que les dones 22.063 $. La renda per capita de la població era de 14.865 $. Entorn del 12,4% de les famílies i el 17,5% de la població estaven per davall del llindar de pobresa.

## Poblacions més properes
El següent diagrama mostra les poblacions més properes.